# Fenilacetilcarbinol
El fenilacetilcarbinol es un compuesto orgánico derivado del benzaldehido, con fórmula C9H10O2. Tiene dos enantiómeros, de configuración R- y S- de características similares. La forma (R)-fenilacetilcarbinol o (R)-(−)-fenilacetilcarbinol, es llamada L-Fenilacetilcarbinol, y se abrevia L-PAC, por sus siglas en inglés (L-PhenylAcetylCarbinol) y esta forma se utiliza principalmente como precursor en la producción de los medicamentos efedrina y pseudoefedrina. 

## Producción
El fenilacetilcarbinol es sintetizado mediante la fermentación de benzaldehído y glucosa. La gran mayoría de la fabricación de este químico se da en grandes industrias farmacoquímicas en India, país en el que se ha logrado perfeccionar el método de producción, reduciendo el costo de producción de miles de dólares, a cientos de dólares en la década de los 90's.

## Síntesis de efedrina y pseudoefedrina
La transformación del fenilacetilcarbinol a efedrina y pseudoefedrina es muy sencillo, ya que se obtiene por medio de aminación reductora con metilamina para lograr obtener l-efedrina, y por medio de isomeración de la misma, obtenemos la l-pseudoefedrina.